# Tiirano
Il tiirano, più comunemente conosciuto come solfuro di etilene, è un composto organico solforato (o zolforganico), cioè un composto organico contenente legami carbonio-zolfo, eterociclico avente formula C2H4S, o anche (CH2)2S. Esso è in particolare il più semplice dei composti eterociclici contenenti zolfo nell'anello ed il più semplice degli episolfuri, composti isoelettronici di valenza degli epossidi.
In condizioni standard il tiirano si presenta come un liquido incolore, volatile e infiammabile; come molti altri composti organici solforati, emana un forte odore sgradevole.
Con il nome di tiirani si descrivono oggi tutti i derivati del solfuro di etilene.

## Proprietà e struttura molecolare
Il solfuro di etilene è un composto endotermico (ΔHƒ° = +52±1 kJ/mol), ma cineticamente è abbastanza stabile, anche se ha una certa tendenza alla polimerizzazione e non si può conservare per lungo tempo. È solubile in acetone e cloroformio, ma poco solubile in alcool ed etere ed è praticamente insolubile in acqua, a differenza dell'ossido di etilene, suo isoelettronico.
Lo scheletro della molecola è un triangolo isoscele con l'atomo di zolfo al vertice e i carboni alla base, legati ciascuno a due idrogeni; ne risulta una simmetria molecolare C2v. La molecola è polare, il suo momento di dipolo,1,84 D, è quasi uguale a quello dell'acqua (1,86 D) e dell'ossido di etilene (1,89 D). 
Da indagini spettroscopiche rotazionali nella regione delle microonde è stato possibile ricavare i parametri strutturali (lunghezze ed angoli di legame) della molecola del solfuro di etilene in fase gassosa:
r(C–C)) = 148,4 pm; r(C–H) = 108,3 pm; r(C–S) = 181,5 pm;
∠(HCH) = 115,8°; ∠(CSC) = 48,27°; ∠(CCS) = 65,865°; ∠(HCC) = 117,926°.
Mentre i legami C–H hanno lunghezza praticamente normale (109 pm), il legame C–C è significativamente più corto del normale (154 pm) per atomi C ibridi sp3 e i legami C–S sono un po' più lunghi del normale (182 pm). Gli angoli interni all'anello differiscono alquanto dai 60° di un triangolo equilatero: come si può vedere, gli angoli su C sono un po' più ampi, mentre quello su S non arriva neanche a 50°. L'angolo tra gli idrogeni geminali (115,8°) è più vicino a quello che ci si attenderebbe per un C sp2 (120°), che per un C sp3 (109,5°). L'anello del tiirano, come altri anelli a tre termini, è in tensione: tensione angolare per gli angoli di legame molto diversi da quelli ottimali, e tensione torsionale per il fatto che gli idrogeni sono tutti eclissati. La tensione complessiva è stata stimata in 17,62 kcal/mol.

## Sintesi
Il tiirano si ottiene dalla reazione del carbonato di etilene con il tiocianato di potassio (KSCN); questo sale, che è igroscopico, viene prima fatto fondere sotto vuoto onde rimuoverne l'acqua assorbita:
KSCN  + C2H4O2CO  →  KOCN  + C2H4S  +  CO2
Un'altra sintesi del tiirano si basa sulla reazione in soluzione acquosa, a freddo, della tiourea con l'ossido di etilene, che la trasforma in urea:
(CH2)2O + (H2N)2C=S  →  (H2N)2C=O + (CH2)2S

## Utilizzi
Il tiirano viene spesso aggiunto alle ammine per ottenere le 2-mercaptanoetilammine, che sono ottimi composti chelanti:
C2H4S  +  R2NH  →  R2NCH2CH2SH
Il tiirano è stato sperimentato anche nella modifica del chitosano assieme all'acrilato di metile e alla cisteamina, per sintetizzare un biopolimero in grado di immobilizzare e rilasciare in maniera controllata l'ibuprofene, un farmaco antinfiammatorio non steroideo.